# عبد الكريم العكيلي
عبد الكريم العكيلي وهو سياسي عراقي شغل منصب عضو في الجمعية الوطنية الانتقالية المؤقتة عامي 2004 و2005.